# Kraksy Małe
Kraksy Małe – jezioro w Polsce, w województwie warmińsko-mazurskim, w powiecie olsztyńskim, w gminie Biskupiec.

## Położenie i charakterystyka
Według regionalizacji fizycznogeograficznej Polski jezioro leży na Pojezierzu Mrągowskim. Również w regionalizacji przyrodniczo-leśnej jezioro znajduje się w mezoregionie Pojezierza Mrągowskiego
Leży w dorzeczu Dymer–Pisa–Wadąg–Łyna–Pregoła. Znajduje się przy południowej granicy miasta Biskupiec, w jego obrębie, sąsiaduje z zabudowaniami. Półwysep znajdujący się w zachodniej części jeziora, który został przedłużony sztuczną groblą, oddziela zbiornik od jeziora Kraksy.
Zbiornik wodny według typologii rybackiej jezior zalicza się do karasiowych.
Jezioro leży na terenie obwodu rybackiego jeziora Dadaj nr 27.

## Morfometria
Według danych Instytutu Rybactwa Śródlądowego powierzchnia zwierciadła wody jeziora wynosi 14,1 ha. Średnia głębokość zbiornika wodnego to 0,8 m, a maksymalna – 1,7 m. Lustro wody znajduje się na wysokości 145,3 m n.p.m. Maksymalna długość jeziora to 610 m, a szerokość 420 m. Długość linii brzegowej wynosi 1800 m.
Inne dane uzyskano natomiast poprzez planimetrię jeziora na mapach w skali 1:50 000 opracowanych w Państwowym Układzie Współrzędnych 1965, zgodnie z poziomem odniesienia Kronsztadt. Otrzymana w ten sposób powierzchnia zbiornika wodnego wraz z jeziorem Kraksy Duże (łącznie zwanych Kraksy) to 46,5 ha, a wysokość bezwzględna lustra wody to 144,2 m n.p.m.

## Przyroda
Jezioro narażone na przyduchy w okresie zimowym oraz zanieczyszczenia miejskie. Jest silnie zarośnięte.